# وزیرستان شمالی
وَزیرستان شُمالی (به اردو: شمالی وزیرستان) منطقه‌ای کوهستانی در شمال باختری پاکستان است.
وزیرستان شمالی و وزیرستان جنوبی دو فرمانداری هستند که با هم منطقهٔ وزیرستان را تشکیل می‌دهند. وزیرستان خود بخشی است از مناطق قبیله‌ای فدرال پاکستان.
مساحت وزیرستان شمالی ۱۱۵۸۵ کیلومتر مربع و مرکز آن شهر میران‌شاه است.
منطقه وزیرستان شمالی تا سال ۱۸۹۳ یک ناحیهٔ مستقل قبیله‌ای بود که نه بخشی از افغانستان به‌شمار می‌آمد و نه بخشی از هند بریتانیا.
حملات قبیله‌ای از سوی وزیرستان شمالی به درون ناحیه تحت سلطه بریتانیا همواره برای بریتانیا مشکل‌آفرین بود و نیروهای انگلیسی در میان سال‌های ۱۸۶۰ تا ۱۹۴۵ لشکرکشی‌های تنبیهی فراوانی به منطقه کردند. این منطقه در سال ۱۹۴۷ یعنی زمان استقلال پاکستان، جزئی از این کشور شد.
مردم هر دو وزیرستان، پشتون و از قبیله وزیری هستند. زبان آن‌ها گویشی از پشتو به نام گویش وزیری است که تفاوت‌های زیادی با پشتو معیار دارد.
بیشتر مردم وزیرستان شمالی از وزیری‌های شاخه عثمان‌زی هستند در حالی‌که مردم دیگر مناطق وزیرستان از شاخه احمدزی می‌باشند.
وزیری‌ها به سرسختی در جنگ و دعواها و کین‌خواهی فراوان بین خانواده‌ها مشهورند. مردم وزیرستان از دید اجتماعی و مذهبی بسیار محافظه‌کارند و در آن‌جا مردسالاری مطلق حاکم است.